# Алкилбензолсульфокислота
Алкилбензолсульфокислота — ценный продукт органической химии. Получается сульфированием линейного алкилбензола и используется для получения алкилбензолсульфонатов — компонентов моющих средств, ПАВ для флотации руд. Применяется в качестве пенообразователя для пеноизола.
По внешнему виду АБСК представляет собой вязкую жидкость от коричневого до чёрного цвета в зависимости от марки. Имеет классификацию А, Б, В.
Компоненты, получаемые с помощью АБСК: [триэтаноламиновая соль] алкилбензолсульфокислоты (ТЭА-АБСК), сульфонол порошкообразный (натриевая соль алкилбензолсульфокислоты), кальциевая соль алкилбензолсульфокислоты и некоторые другие. Моющие средства, изготовленные на основе компонентов полученных с использованием АБСК, не корродируют поверхность изделий.

## Линейная алкилбензолсульфокислота
Физические и химические свойства
- Формула: R–С6Н4SO3H, где R для основной фракции = С12Н25 – С14Н29
- Основа: 96 + 0,5 %;
  - Вода: 0,5 — 1,0 %;
  - Свободное масло: 2,5 + 0,5 %;
  - Серная кислота: 1,0 + 0,5 %;
- Молекулярный вес по ТУ: 318 – 326 г/моль;
- Цвет: коричневый;
- Запах: острый, едкий;
- pН: (1 % раствор при 25 °C): 1 – 2;
- Точка воспламенения: 100 °C;
- Относительная плотность (при 25 °C): около 1,05 г/см3;
- Растворимость: смешивается с водой;
- Вязкость (25 °C): около 2000 мПа·с;

В СНГ выпускается ЛАБСА согласно ТУ 2484—036-04669375-96 марок А, Б и В. Они отличаются между собой по массовой доли ЛАБСА: 96% (А), 90 %(Б), 80 %(В).
Содержание серной кислоты в них: до 2 % (А), до 5 % (Б), до 15 % (В) соответственно.
- Массовая доля несульфированных соединений (в пересчете на основное вещество), % не более: 5 (А), 10 (Б), 15 (В).
- Плотность (при 50 °C): 1 — 1,2 г/см³.

Цветность водного раствора ЛАБСА с массовой долей 5 % по методу Клетта, не более 80 (А), 100 (Б).
Водные растворы ЛАБСА устойчивы к нагреванию.
Поверхностная активность ЛАБСА возрастает с увеличением длины цепи (С9 — С14).
Растворимость в воде снижается с увеличением длины углеводородного радикала. ЛАБСА с длиной углеводородной цепи до С15 хорошо растворима в воде. ЛАБСА имеет высокую пенообразующую способность. Она образует устойчивую пену как в д.в., так и жесткой воде. Устойчивость пены в жесткой и д.в. при всех концентрациях составляет 85 — 90 %.
Алкилбензосульфонаты (С12- С14) образуют устойчивую и высокую пену, а у гомологов С15 — С16 устойчивость пены и её высота уменьшаются. Моющим действием обладают алкилбензосульфонаты с длиной цепи С10 — С14. Оптимальное моющее действие у С12.
Моющая способность алкилбензосульфонатов не снижается в жесткой воде.
Меры первой помощи
При вдыхании: не влияет;
После контакта с кожей: немедленно промыть избыточным количеством воды, удалить загрязненную одежду. Наложить бинтовую повязку со стерильной ватой, обратиться к врачу.
После контакта с глазами: промыть избыточным количеством проточной воды (10 мин).
Наложить бинтовую повязку со стерильной ватой. Пройти осмотр у врача.
После проглатывания: промыть ротовую полость, выпить большое количество воды, обратиться к врачу.
ЛАБСА раздражающе действует на кожу (аналогично серной кислоте). Может содержать и выделять диоксид и три оксид серы.
Меры пожаротушения и ликвидации аварий
Подходящие средства пожаротушения: подходят любые средства, приемлемые с точки зрения безопасности;
Особые опасности, происходящие как от самого продукта, так и от продуктов сгорания или от выделяющихся паров: не известен;
При ликвидации аварий избегайте контакта с кожей и глазами.
Не допускайте утечки в канализационные системы.
Удаляйте с помощью материалов, абсорбирующих жидкость (песок, торф, опилки). Промойте остаток избытком воды.
Использование и хранение
Использование: когда разбавляете, всегда перемешивайте продукт со льющейся водой.
Избегайте открытого огня.
Хранение: держите контейнер плотно закрытым; не используйте контейнеры, подверженные эрозии.
Подходящий материал для хранения: пластик;
Класс хранения: VСАкласс хранения: 8 (BRD).
Личная защита
Информация по системе проектирования: не требуется специальных средств;
Компоненты со специфическими контролируемыми параметрами: нет;
Защита рук: защитные перчатки, сделанные из резины;
Защита глаз: плотно прикрывающие очки.
Стабильность и реакционноспособность
Условия, которых следует избегать: не разлагается, если использовать в соответствии со спецификацией.
Материалы, которых следует избегать: не известны, если используются в соответствии с предназначаемыми целями.
Опасные продукты разложения: в случае пожара образуются оксиды серы.
Экологическая информация
Следующие экологические данные установлены на основании видов сырья, содержащих продукт и/или сравнительных веществ.
Распространяемость и разлагаемость: легко и быстро разлагается — все индивидуальные органические вещества, содержащиеся в продукте, достигают величин в тестах для легко разлагаемых — по крайней мере 60 % ВОД/СОД или 70 % ДОС сокращения (величина толерантности для классификации как легко разлагаемого).
ДОС >= 70% снижение ВОД/СОД >= 60% за 28 дней.
Поверхностно-активные вещества, содержащиеся в продукте, определены требованиями по биоразлагаемости законодательства по ПАВ, в значениях не менее 90 % разлагаемости.
Водная токсичность:
- Острая токсичность для рыб: LC 50 > 1 до 10 мг продукта/л.
- Острая токсичность для бактерий: EC50 > 10 до 100 мг прод./л.

Класс опасности: 3
Утилизация
Нейтрализовать свободную кислоту. Мусоросжигание или специальное захоронение с разрешения ответственных местных властей.